# Флеминг (природный парк)
Природный парк Флеминг (нем. Naturpark Fläming) — один из сотни природных парков из Списка природных парков Германии. Расположен в земле Саксония-Анхальт, один из шести природных парков этой земли, самый молодой (основан в 2005 году).
Природный парк охватывает регион между лугами ледниковой долины Эльбы и границей с соседней землёй Бранденбург на севере, включает в себя часть региона Флеминг. Холмы Флеминга были образованы в ледниковый период. Важный элемент ландшафта  — валуны и торосы. У валунов есть названия и номера. Почвы песчаные, малоблагоприятные для земледелия. Большие площади по холмам занимают сосновые леса. В состав парка входят 6 городов и 38 муниципалитетов или их части; города Косвиг, Линдау, Рослау , Цербст , Виттенберг и Цахна. Протяженность природного парка с востока на запад составляет около 50 километров между Цербстом и Клебицем , а с севера на юг между Рослау и Ройденом — около 20 километров.

## История
В конце X века на территории природного парка были построены первые немецкие замки, монастыри и каменные церкви. Название Флеминг происходит от фламандцев , поселившихся на холмах после основания маркграфства Бранденбург в 1157 году графом Альбрехтом Медведем.
На национальном уровне известны культурные объекты парка в Виттенберге, Косвиге и Рослау.

## Флора
Преобладают смешанные леса. На лугах растут Малый барвинок (Vinca minor), арника (Arnica montana), ясменник (Galium odoratum), ветреница лесная (Anemone nemorosa) , горечавка болотная (Gentiana pneumonanthe) и орхидеи.
Типы биотопов в природном парке:
- Сухие луга и пустоши (Wolterdorfer Heide)
- Ольховые и ясеневые леса на водотоках (Ольбицбах, Пфаффенхайде, Грибур Бах)
- Мокрые, влажные и свежие луга (травяной луг; скудные низинные сенокосные луга)
- Хайнзимсен-Бухенвальд (Гёриц)
- Сухие дубовые леса (в Аполленсберге)

## Фауна
Значимые виды животных в природном парке: благородные олени (Cervus elaphus), лани (Dama dama) и кабаны (Sus scrofa). Водятся птицы: чёрный аист (Ciconia nigra),чёрный дятел (Dryocopus martius). Среди насекомых распространены рыжие лесные муравьи (Formica rufa), находящиеся под особой охраной в соответствии с Федеральным указом об охране видов . В ручьях водится кумжа (Salmo trutta fario).